# Priekule (flygplats)
Priekule är en flygplats i Lettland. Den ligger i den västra delen av landet, 170 km väster om huvudstaden Riga. Priekule ligger 49 meter över havet.
Terrängen runt Priekule är platt. Runt Priekule är det glesbefolkat, med 8 invånare per kvadratkilometer. Närmaste större samhälle är Priekule, 2,0 km norr om Priekule. Omgivningarna runt Priekule är en mosaik av jordbruksmark och naturlig växtlighet.